# Claire Fisher
Claire Fisher je fiktivní postava z televizního seriálu produkce společnosti HBO, Odpočívej v pokoji (v orig. Six Feet Under). Hraje ji Lauren Ambroseová.

## Biografie postavy
Claire Simone Fisher (1983 – 2084) se narodila 13. března 1983 Nathanielovi a Ruth Fisherovým v Los Angeles. Je jejich nejmladším potomkem.

Claire se svou vzpurnou povahou upadá do osidel drog, fotografování a špatných vztahů. Na druhou stranu je nejkreativnější z rodiny. Inspirací se jí stává především právě rodina, teta Sarah nebo Brandin bratr, fotograf Billy.
Na střední škole ve svých sedmnácti letech jeden čas randila se svým spolužákem Gabem a navázala krátký vztah s Billym. Později, zatímco studovala umění na LAC-Art College, udržovala intimní poměr se zaměstnancem krematoria, Philem, který však neměl zájem na budování vážné známosti. Poté otěhotněla se studentem Russelem, s nímž se scházela i před podezření bratra Claire, Davida, že je Russel gay; rozešla se s ním, jakmile zjistila, že měl sex s jejich profesorem, Olivierem. Řešením nechtěného těhotenství se pro Claire stala interrupce. Toto rozhodnutí v ní vyvolalo smíšené pocity, dokud jí její švagrová Lisa, která tou dobou byla stejně jako nenarozený syn Claire po smrti, slíbila, že se o něj postará. (Pro postavy seriálu Odpočívej v pokoji je typické, že běžně rozmlouvají se zesnulými osobami v živých fantaziích.). Po těchto událostech se Claire zamilovala do lesby jménem Edie, ale po intimní kontaktu s ní si Claire ujasnila, že je skutečně heterosexuální. Claire dále zažila běžný vztah s mladým mužem jménem Jimmy.
Brzy po své vlastní výstavě fotografií v galerii Claire opustila uměleckou školu. Znovu se pokusila život s Billym, ale Billyho psychické problémy, když si nebral předepsané prášky,  způsobily opětovný rozchod. Na naléhání matky si dočasně našla zaměstnání, tolik vzdálené od původní umělecké vize, kde se seznámila s právníkem Tedem Fairwellem. Ten se pro ní stal oporou zejména v období náhlé smrti jejího bratra Natea a Claire i přes rozdílné politické názory poznala, že Ted je ten pravý.
Pro Claire, na rozdíl od ostatních členů rodiny, nabyly v průběhu seriálu setkání s jejím mrtvým otcem Nathanielem, a později bratrem Natem, většinou pozitivního a povzbuzujícího charakteru. K posílení pozitivního obrazu se v jejích představách otec objevoval spíše v běžném oblečení než v obleku a kravatě.

### Budoucnost a smrt
V poslední epizodě se Claire odstěhuje do New Yorku, přestože ztratila nabídku na práci fotografa, kvůli které tam původně jela. Na cestě do New Yorku se jí před očima přehrává budoucnost svojí i svých příbuzných: Claire získá úspěšné zaměstnání jako komerční fotografka a novinová fotografka. Roku 2018 začne vyučovat fotografování na fakultě New York University's Tisch School of the Arts. I když se cesty Claire a Teda jejím odchodem do New Yorku rozdělí, znovu se setkají po dvaceti letech na pohřbu její matky Ruth roku 2025 a vezmou se. Claire nakonec přežije svého manžela i nejbližší příbuzné a zemře slepá roku 2085 ve věku stojedna let v Manhattanu. Konečný střih poslední epizody nás přenáší zpátky do fiktivní reality seriálu Odpočívej v pokoji; kamera zaostří na Claire jedoucí v autě, než zmizí z dohledu.